# Melita
Mljet (llatí: Melita, italià: Meleda, Grec: Μελίτη) és una illa de Libúrnia a la Dalmàcia Croata, la més meridional i oriental de les illes adriàtiques. El parc nacional inclou la part occidental de l'illa, Veliko jezero, Malo jezero, Soline Bay i un cinturó marí de 500 m d'ample des del cap més destacat de Mljet amb una superfície de 54 km². El parc nacional Mijet es va fundar com a quart parc nacional de Croàcia, después dels de Plitvice, Paklenica i Risnjak, l'11 de novembre de 1960. Les parts centrals del parc són Veliko jezero amb l'illa de Santa Maria, Malo jezero i els pobles de Goveđari, Polače i Pomena.

## Història
Mljet va ser descoberta per antics geògrafs grecoromans, que van escriure els seus primers registres i descripcions. L'illa va ser descrita per primera vegada per Escílax de Carianda al segle VI aC. Alguns autors prefereixen determinar el text de Periple de Pseudo-Escílax. En ambdós textos, rep el nom de Melite i és recolzat per Apol·loni Rodi. Agatèmer i Plini el Vell anomenen l'illa Melita.
Agesilao d'Anaxarba de Cilícia, pare d'Opían, va ser desterrat a Mljet per l'emperador romà Septimi Sever (145-211 dC), o a Malta segons Luci Aureli Ver. Al temps d'aquest emperador hi fou desterrat Agesilaus de Cilícia, fill d'Opipa, l'autor de l'Halieutica, on hi va construir una mansió.
Erròniament, es va considerar que fou en aquesta illa on va desembarcar sant Pau l'any 60, però en realitat fou a Melita (Malta).

## Geografia
Mljet es troba al sud de la península de Pelješac, la qual està dividida pel canal Mljet. La seva longitud és de 37 quilòmetres; té una amplada mitjana de 3,2 quilòmetres. És d'origen volcànic, amb nombrosos avencs i gorgs, dels quals el més llarg, el Babino Polje, connecta el nord i el sud de l'illa. Port Polače, el principal port del nord, és un port d’escala per als transbordadors turístics. Mljet conté un hotel: l'Odisej (del grec Odysseus) a l'angle nord-oest de l'illa.
La part nord-oest de l'illa inclou un llac interior amb una petita illa. És un parc nacional des del 12 de novembre de 1960. Més del 84% de l'illa de 37,84 km² és bosc. L'estructura geològica de l’illa consisteix en pedra calcària i dolomita formant serralades, crestes i vessants. Algunes depressions a l'illa de Mljet es troben per sota del nivell del mar i formen llacs salobres no permanents coneguts com a blatina ("llacs de fang") o slatina ("llacs salats").
El clima és mediterrani; una temperatura mitjana de l’aire al gener és de 9 ° C i al juliol d’uns 24 ° C (75 ° F). Les precipitacions (majoritàriament entre octubre i abril) són de mitjana entre 35 i 45 polzades anuals, i als turons es reben quantitats més altes.